# Inhapi (ort)
Inhapi är en ort i Brasilien.   Den ligger i kommunen Inhapi och delstaten Alagoas, i den östra delen av landet, 1 300 km nordost om huvudstaden Brasília. Inhapi ligger 407 meter över havet och antalet invånare är 7 550.
Terrängen runt Inhapi är kuperad åt nordväst, men åt sydost är den platt. Runt Inhapi är det ganska tätbefolkat, med 52 invånare per kvadratkilometer.. Inhapi är det största samhället i trakten.
Omgivningarna runt Inhapi är huvudsakligen savann.